# 広島県道380号水呑手城線
広島県道380号水呑手城線（ひろしまけんどう380ごう みのみてしろせん）は、広島県福山市を通る結ぶ一般県道である。

## 概要
福山市水呑町から福山市南手城町4丁目に至る。

### 路線データ
- 起点：福山市水呑町[1]（福山商業高校入口交差点、広島県道22号福山鞆線交点[注釈 1]）
- 終点：福山市南手城町[1]四丁目（入江大橋北詰交差点、広島県道244号福山港線交点[注釈 1]）
- 総延長：5.031 km[1]

## 歴史
- 1996年（平成8年）4月25日 - 広島県告示第469号により認定[1]。

認定区間の前身は、福山市道。ただし、起点 - 福山市箕島町・新涯町六丁目交差点間は未開通。
路線番号の380は、広島県道76号神辺大門線に昇格した坪生大門線（1960年（昭和35年）10月10日 - 1994年（平成6年）4月1日）に用いられていたものを採番。
- 2003年（平成15年）3月20日 - 芦田川大橋開通[2]。これにより全線が開通。
- 2012年（平成24年）12月19日 - 起点方向専用橋となる新しい入江大橋が開通。この日をもって既存の入江大橋は北行き（終点方向）専用橋となる[3]。
- 2013年（平成25年）3月12日 - 入江大橋の旧南行き（起点方向）車線が改修され、北行き（終点方向）の右折専用車線として運用開始[4]。

## 路線状況
全線4車線道路で都市計画道路3・3・637号神辺水呑線（福山市蔵王町二丁目 - 福山市田尻町）の一部に全線が指定されている。
山陽自動車道 福山東ICと鞆の浦を結ぶ役割を果たすものの、入江大橋付近でよく渋滞が発生する。このため入江大橋では、橋を含む1.2 km区間において新橋架橋と現道拡幅などを合わせて総事業費120億円をかけ道路改良が行われた。

### 都市計画指定
- 都市計画道路3・3・637号神辺水呑線

福山市蔵王町二丁目を起点とし、福山市田尻町を終点とする都市計画道路。延長 8,820 m、幅員25 m（4車線）。1962年（昭和37年）2月16日に建設省告示第281号、2001年（平成13年）3月29日に広島県告示第367号により決定。

### 道路施設

#### 橋梁
- 芦田川大橋（福山市水呑町 - 福山市箕島町）

芦田川に架かる斜張橋。橋長491 m、幅員25.8 - 26.8 m。橋は広島県が管理し、ライトアップは福山市が担当。
- 入江大橋（福山市新浜町一丁目 - 福山市南手城町四丁目）

福山内港の入江に架かる。

## 地理

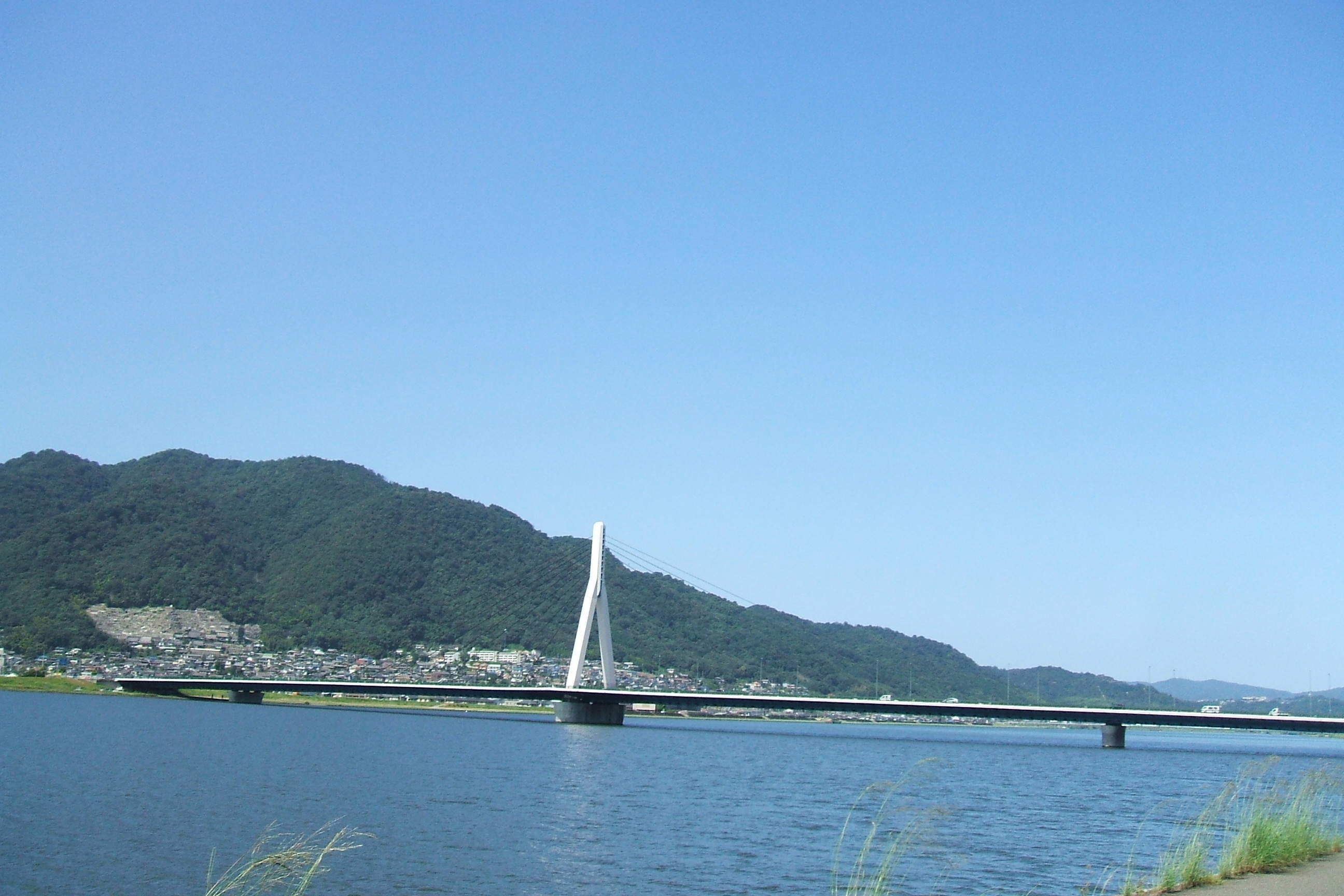
芦田川大橋

### 通過する自治体
- 福山市

### 交差する道路
| 交差する道路              | 交差する場所   | 交差する場所                  |
| ------------------------- | -------------- | ----------------------------- |
| 広島県道22号福山鞆線      | 水呑町         | 福山商業高校入口交差点 / 起点 |
| 広島県道260号福山港松浜線 | 曙町二丁目     | 入江大橋南詰交差点            |
| 広島県道244号福山港線     | 南手城町四丁目 | 入江大橋北詰交差点 / 終点     |

### 沿線
- 福山市竹ヶ端運動公園
- 広島県立福山商業高等学校
- 芦田川
- 芦田川河口堰
- 芦田川漕艇場（国際A級公認コース）
- 福山港フェリーターミナル（元福山・多度津フェリー発着港[注釈 2]）
- 福山内港
- 福山卸センター